# REC (filme)
REC (apresentado por [REC]) é um filme espanhol dos gêneros de suspense e terror  dirigido por Jaume Balagueró e Paco Plaza lançado em 2007 em seu idioma original e dublado para português aproximadamente um ano depois. Em 2011, a Fox Searchlight Pictures comprou os direitos internacionais da franquia REC incluindo seus lançamentos futuros nos Estados Unidos. O filme recebeu três continuações, REC 2 , REC 3 e REC 4 O filme inspirou um jogo de videogame lançado em 2012.

## Sinopse
Uma repórter de televisão e seu cinegrafista seguem um grupo de bombeiros da cidade de Barcelona, na Espanha, enquanto fazem um plantão noturno para um programa local. A repórter e o câmera acompanham os bombeiros, que são encaminhados a um condomínio para salvar uma senhora que está supostamente presa em seu apartamento, gritando e deixando os vizinhos assustados, ao entrarem no edifício, todos se deparam com a mulher tendo uma infecção raivosa, enquanto ficam presos dentro do prédio para que a doença não se espalhe. A equipe de reportagem decide então filmar tudo o que acontece no local, enquanto tentam salvar suas vidas.

## Enredo
Ángela Vidal é a repórter de um programa de televisão chamado Enquanto Você Dorme, que possui o foco em acontecimentos noturnos. Juntamente com seu operador de câmera, Pablo, inicia uma reportagem sobre a rotina em um quartel do corpo de bombeiros de Barcelona durante a noite. A repórter entrevista o chefe dos bombeiros que lhes apresenta o lugar, além dos dois bombeiros que Ángela vai acompanhar durante a noite, Alex e Manu.
Tudo ocorria bem no quartel e nada relevante acontecia, até que a sirene toca e os bombeiros são alertados de um chamado de resgate de uma mulher idosa, a senhora Izquierdo, que está presa em seu apartamento, gritando e assustando seus vizinhos. Os bombeiros seguem até o local acompanhados da equipe de reportagem. Ao chegarem no prédio, encontram policiais, que também havia recebido o chamado, que os guia até o apartamento da mulher. Eles entram no apartamento e se deparam com a idosa em pé ao lado de sua cama, sangrando e aparentemente transtornada. A senhora Izquierdo ataca e morde um policial que é socorrido pelos bombeiros e levado até o salão principal do prédio, onde as demais vizinhos aguardam. Quando tentam sair do prédio, são surpreendidos com a saída selada pelos policiais pelo lado de fora, que informam aos moradores que todo o prédio fora isolado para a formação de um cordão sanitário e que eles devem manter a calma. Alex, que havia permanecido no apartamento em que acontecera o fato, cai por entre o vão das escadas e fica gravemente ferido. A equipe de filmagem, o policial e Manu sobem novamente ao apartamento e deparam-se com a mulher ainda com ataques raivosos. O policial pede a ela que permaneça imóvel, mas esta desobedece e parte para cima do policial que atira algumas vezes, dando a entender que a mulher foi morta.
A equipe de reportagem então desce ao salão, e aproveitando os momentos de calmaria, começa a filmar os relatos dos moradores do prédio. Ángela conversa com uma menina de sete anos de idade chamada Jennifer, que aparecera doente no início da operação, que segundo sua mãe, sofria de amigdalite. A menina conta que mora com seus pais e seu cachorro Max, que estava no veterinário para tratar de uma doença. A repórter faz ainda outras entrevistas que não lhe rende nenhuma declaração relevante.
Um inspetor de saúde vestindo uma roupa de proteção entra no prédio para tratar dos feridos, que se tornam repentinamente agressivos, e recolher amostras de sangue dos moradores. O inspetor lhes explica que a doença misteriosa circulando no prédio é transmitida pela saliva (portanto os que haviam sido mordidos estavam infectados) e que o tempo para que os efeitos tornem-se visíveis varia de acordo com o tipo sanguíneo de cada um. Ele revela também que a doença foi descoberta um dia antes numa clínica veterinária, onde um cachorro havia apresentado sinais de raiva e atacado outros animais, tendo que sacrifica-lo, e que a partir de um chip de identificação no animal, a polícia chegou ao prédio tomando as medidas de segurança para impedir que a infecção se espalhe. Após a revelação, Ángela recorda o que a menina havia dito sobre seu cachorro, e conclui que se tratava do mesmo animal que havia sido sacrificado por ter a doença. A mãe de Jennifer nega e afirma que a menina tem apenas amigdalite, porém, instantes depois, a criança vomita sangue, pula do colo de sua mãe e torna-se agressiva, fugindo para os andares acima, enquanto o policial algema sua mãe nos corrimãos da escada. O oficial então sobe as escadas seguido por outras pessoas para tentar tranquilizar a menina injetando-a um tranquilizante. As pessoas então chegam ao apartamento e não encontram a senhora Izquierdo (que aparentemente havia morrido e sido deixada no corredor) ou Jennifer, que é avistada por Pablo com a câmera depois de alguns minutos dentro do apartamento. A criança, que já havia sido tomada pela infecção, ataca o policial. Ángela, Pablo e Manu fogem do apartamento e se deparam com a idosa gritando e tentando atacá-los. Manu então a acerta com um martelo fazendo-a desmaiar. Eles voltam ao salão principal e se deparam com os moradores tentando fechar a porta da tecelaria, onde alguns infectados estão tentando passar. Impedidos de contê-los, os moradores não infectados fogem escada à cima e se dividem em meio ao caos. Em uma conversa com o inspetor do prédio, trancados em um outro apartamento, os não-infectados descobrem que existe uma possível saída (que ainda encontrava-se cercado pela polícia), passando pela tecelaria e pelos esgotos, mas que seria necessário atravessar uma porta blindada (que não se pode arrombar), e que para abri-la, seria necessário ter as chaves, que encontram-se no apartamento do síndico. Antes que pudesse dar mais detalhes, o inspetor é brutalmente atacado por um infectado. Ángela, Pablo e Manu lembram-se de que o apartamento do síndico fica no andar de cima (informação fornecida durante uma contagem de pessoas). Eles encontram mais infectados pelo caminho e, por fim, somente Ángela e seu câmera conseguem chegar ao apartamento de cima.
Depois de encontrarem a chave que estava em uma gaveta, Ángela e Pablo parecem ser os únicos sobreviventes. Ao saírem do apartamento, ambos tentam descer para o sistema de esgoto e finalmente escapar do prédio, mas uma série de infectados que preenchem as escadas os impede de passar, e os perseguem até a cobertura. Ángela consegue abrir a porta e entrar no apartamento antes que os infectados consigam alcançá-los. A repórter e o câmera descobrem que o antigo morador do lugar era um agente do Vaticano acusado de isolar um vírus que acredita ser a causa biológica para a epidemia. Eles percebem que o antigo morador do lugar era um aficionado pelo assunto da possessão. Em suas paredes, encontravam-se vários recortes de jornais e anotações fazendo menção a uma menina que havia sido infectada pelo vírus. O agente teria sequestrado a menina e levado até a cobertura para fazer pesquisas e tentar curá-la, durante esse tempo, porém, o vírus sofreu uma mutação, que o tornou mais poderoso e mais fácil de ser transmitido, através da saliva. O agente então decidiu abandonar o lugar e deixá-la para morrer. Uma porta para o sótão é aberta misteriosamente e Pablo sobe para olhar o que há no lugar. Como não há iluminação, ele utiliza a luz de sua câmera, iniciando uma volta panorâmica em todo o local, quando uma pessoa infectada ataca a câmera e quebra a lâmpada. Os dois se escondem em um cômodo do apartamento e Pablo usa a visão noturna de sua câmera para tentar sair do lugar. A pessoa que desce do sótão está extremamente magra e conclui-se que ela é a menina que havia sido raptada pelo agente. A menina vai até à cozinha onde eles estão escondidos, à procura de comida. A presença de ambos não é percebida até que eles tentam sair do local e acabam esbarrando em um objeto que cai e chama a atenção da menina infectada. Pablo começa a correr e é violentamente atacado, derrubando a câmera. Ángela tenta agarrar a câmera quando é puxada para trás.

## Elenco
| Intérprete          | Personagem                            |
| ------------------- | ------------------------------------- |
| Manuela Velasco     | Ángela Vidal                          |
| Ferrán Terraza      | Manu                                  |
| Jorge-Yaman Serrano | Policial jovem                        |
| Pablo Rosso         | Pablo                                 |
| David Vert          | Álex                                  |
| Vicente Gil         | Policial adulto                       |
| Martha Carbonell    | Senhora Izquierdo                     |
| Carlos Vicente      | Guillem Marimón                       |
| María Teresa Ortega | Idosa                                 |
| Manuel Bronchud     | Idoso                                 |
| Akemi Goto          | Mulher japonesa                       |
| Chen Min Kao        | Homem japonês                         |
| María Lanau         | Mari Carmen (Mãe de Jennifer)         |
| Claudia Silva       | Jennifer                              |
| Carlos Lasarte      | César                                 |
| Javier Botet        | Tristana "Menina" Medeiros            |
| Ben Temple          | Médico                                |
| Ana Velasquez       | Menina "Garota" Colombiana            |
| Daniel Trinh        | Criança japonesa                      |
| Marita Borrego      | Recepcionista do quartel de bombeiros |
| Jana Prats          | Recepcionista do quartel de bombeiros |
| Víctor Massagué     | Criança do sótão                      |
| Pep Sais            | Voz do agente do Vaticano             |

## Recepção crítica
REC foi muito bem recebido pelos críticos. Em dezembro de 2011, o Rotten Tomatoes informou que 89% dos críticos deram opiniões positivas sobre o filme, baseado em 23 comentários e que das 40 mil pessoas que avaliaram o filme, 78% aprovaram-no.
O Bloody Disgusting deu ao filme quatro estrelas e meia de cinco, com o revisor dizendo: "[REC] tem tudo e é provavelmente um dos melhores filmes de terror espanhol na memória recente." O Bloody Disgusting mais tarde classificou o filme na décima primeira posição na sua lista dos "Top 20 Filmes de Terror da Década".
A película também recebeu uma série de prêmios:
- Fantasporto 2008: Prêmio de Melhor Filme
- Festival Internacional de Cinema Fantástico de Gérardmer 2008: Prêmio do Júri, Prêmio do público jovem, Prémio do Público
- Festival de Cinema de Sitges 2007: Prémio do Público, Prêmio da Crítica, Prêmio de Melhor Diretor, Prêmio de Melhor Atriz para Manuela Velasco.
- Reaper Award 2009: melhor Indie/produção estrangeira[6]

## Sequência eremake
Em 2008, uma refilmagem americana chamada Quarentena, foi criada e lançada.
A sequência, REC 2, estreou em setembro de 2009, no Festival de Veneza, e foi lançada comercialmente na Espanha em outubro. A sequência lida com os acontecimentos ocorridos imediatamente após o final do primeiro filme.Já REC 3 lançado em 2012, lida com o surto de infectados em um casamento. E REC 4  volta á narrar novamente a história de Angela Vidal, que agora está em quarentena em um navio em alto mar, o filme foi lançado em 2014.